# 宇月原晴明
宇月原 晴明（うつきばら はるあき、1963年12月15日 - ）は、日本の小説家。本名の永原 孝道（ながはら たかみち）名義でも書評や評論などの活動をしている。日本SF作家クラブ会員。

## 略歴
岡山県生まれ。早稲田大学文学部日本文学科卒。
早稲田大学在学中、早稲田文学に重松清らと一緒に携わる。卒業後は出版社に勤務。当初は現代詩手帖を中心に現代詩の作家・批評家として活動した。
1999年に永原孝道で発表した『お伽ばなしの王様 青山二郎論のために』が第6回三田文学新人賞を受賞。
その後、宇月原晴明名義で発表した『信長 あるいは戴冠せるアンドロギュヌス』で再デビュー。

## 受賞歴[4]
太字は受賞
- 1999年『お伽ばなしの王様 青山二郎論のために』で第6回三田文学新人賞受賞[3]。
- 1999年『信長 あるいは戴冠せるアンドロギュヌス』で第11回日本ファンタジーノベル大賞受賞[3]。
- 2002年『聚楽 太閤の錬金窟』で第15回山本周五郎賞候補。
- 2006年『安徳天皇漂海記』で第19回山本周五郎賞受賞[3]。
- 2006年『安徳天皇漂海記』で135回直木三十五賞候補。

## 作品リスト

### 宇月原晴明名義
- 『信長 あるいは戴冠せるアンドロギュヌス』（新潮社、1999 のち新潮文庫）
- 『聚楽 太閤の錬金窟（グロッタ）』（新潮社 2002 のち新潮文庫）
- 『黎明に叛くもの』（中央公論新社 2003 のち中公文庫）
  - 1 『平蜘蛛の妖し夢』（C★NOVELS、2004）
  - 2 『堕天の明星』
  - 3 『風林火山を誘え』
  - 4 『本能寺の禍星』
- 『天王船』（中公文庫、2006　上記のノベルス版に収録された外伝を集めた文庫版）
- 『安徳天皇漂海記』（中央公論新社、2006）のち文庫
- 『廃帝綺譚』（中央公論新社、2007）のち文庫
- 『かがやく月の宮』新潮社、2013

### 永原孝道名義
- 詩集『イライザのために』七月堂、1994
- 『ワードウォーズ 言語は戦争する』沖積舎、1995
- 『死の骨董 青山二郎と小林秀雄』以文社、2003